# Flugeby
Flugeby är en småort i Vetlanda kommun belägen vid riksväg 47 mellan Vetlanda och Sjunnen. Emån rinner igenom Flugeby och är dämd för vattenkraft här. Fallhöjden är 1,9 meter och medelvattenföringen 6,1 m³/s. Förr i tiden hade de boende vid denna del av Emån en extrainkomst från pärlfiske.

## Befolkningsutveckling
| Befolkningsutvecklingen i Flugeby 1950–2015                           | Befolkningsutvecklingen i Flugeby 1950–2015 | Befolkningsutvecklingen i Flugeby 1950–2015 | Befolkningsutvecklingen i Flugeby 1950–2015 | Befolkningsutvecklingen i Flugeby 1950–2015 |
| --------------------------------------------------------------------- | ------------------------------------------- | ------------------------------------------- | ------------------------------------------- | ------------------------------------------- |
|                                                                       |                                             |                                             |                                             |                                             |
| År                                                                    |                                             |                                             | Folkmängd                                   | Areal (ha)                                  |
| 1950                                                                  | 1950                                        |                                             | 320                                         | ##                                          |
| 1990                                                                  | 1990                                        |                                             | 81                                          | 14#                                         |
| 1995                                                                  | 1995                                        |                                             | 73                                          | 16#                                         |
| 2000                                                                  | 2000                                        |                                             | 64                                          | 16#                                         |
| 2005                                                                  | 2005                                        |                                             | 71                                          | 19#                                         |
| 2010                                                                  | 2010                                        |                                             | 65                                          | 19#                                         |
| 2015                                                                  | 2015                                        |                                             | 55                                          | 20#                                         |
| Anm.: ## Som tätort/befolkningsagglomeration 1920–1950. # Som småort. |                                             |                                             |                                             |                                             |